# جمعية كولورادو العامة
جمعية كولورادو العامة (بالإنجليزية: Colorado General Assembly)‏ هي الهيئة التشريعية لكولورادو، تتكون من المجلس الأعلى مجلس شيوخ كولورادو ، والمجلس الأدنى مجلس نواب كولورادو .